# Giovanni Krymi
Giovanni Krymi (Galati Tortorici, 16 ottobre 1794 – Santa Teresa di Riva, settembre 1854) è stato un presbitero, patriota e rivoluzionario italiano, cittadino del Regno di Sicilia.

## Notizie biografiche
Giovanni Krymi, detto altresì Giovanni Crimi, nacque a "Galati Tortorici" (oggi Galati Mamertino), nel quartiere Panetteria, il padre, Nicolò Crimi era un funzionario nell'amministrazione feudale.
Ancor giovane entrò nel Seminario di Messina, dove nel 1817 fu ordinato sacerdote, prese anche gli ordini regolari, forse nella Congregazione benedettino-cassinese.
Partecipò ai moti siciliani del 1820-1821 a Palermo venendo ferito ad una mano, subito dopo tornò a Messina unendosi al generale Giuseppe Rosaroll, nello sfortunato tentativo di ripristinare il Regno di Sicilia e la sua Costituzione del 1812; da detta città fuggì allorquando i suoi amici Brigandì e Cesareo vennero condannati a morte. Successivamente venne arrestato per insubordinazione al Vescovo di Patti.
A partire dal 1826 fu a capo della "Repubblica Romana", una società segreta nata a Palermo ed estesa a Messina, dove prese forma di circolo politico-letterario, tra gli aderenti figuravano A. Catara-Lettieri, G. Di Bella, F. Cundari, il barone Sofia con il fratello e il nipote, A. e I. Patania, F. Capasso, A. Mangano, G. Doller, A. David, N. Scuderi ed altri.
Nel 1827 la setta messinese fu scoperta dalla polizia e i cospiratori arrestati, Krymi e compagni vennero condannati a morte dalla Commissione Suprema di Palermo, ma tre giorni prima dell'esecuzione, in virtù di un concordato con la Chiesa, il Krymi si vide commutare la pena capitale in ergastolo; nel 1828 la pena venne ridotta a 24 anni di reclusione che il patriota scontò tra le carceri di Palermo, Trapani e Nisida.
A partire da marzo 1845 fu sottoposto a domicilio coatto a Napoli, liberato nel 1847, fece ritorno a Messina, ove visse in condizioni di indigenza, riuscendo a guadagnare qualche soldo impartendo lezioni di latino e greco; è lo stesso Krymi che descrive così la sua grama situazione: "trovai tutti miei beni depredati e venduti da' miei congiunti, e per due anni mendicai un pane alla pietà dei fedeli".
Il 1º settembre 1847, Giovanni Krymi, insieme ad Antonio Pracanica e Paolo Restuccia, fu tra i capi della Rivolta di Messina, organizzò le squadre armate che diedero il via alla sollevazione e si distinse nel breve combattimento ingaggiato nella piazza antistante al Duomo di Messina tra le bande degli insorti, che si erano lì radunati, e le truppe borboniche provenienti dalla Cittadella. L'insurrezione fallì e il Krymi si diede alla fuga travestito da mendicante, pochi giorni dopo venne riconosciuto e arrestato dalla gendarmeria borbonica in località Alì Marina 20 km a sud di Messina. Il 7 settembre 1847, fu portato in groppa ad un asino, per scherno e beffa, come un ladro, per le vie di Messina e tradotto nella famigerata "Cittadella" per essere giudicato da un tribunale straordinario.
Nel corso della detenzione, attendendo la sentenza, Krymi venne sottoposto a soprusi di ogni genere e a feroci torture; venne condannato a morte, ma l'abito sacerdotale lo salvò per la seconda volta, giacché per eseguire la pena capitale occorreva la ratifica pontificia (come disposto da una legge del 1839), che non arrivò mai perché il cardinale arcivescovo di Messina Francesco di Paola Villadecani, per proteggerlo, non riunì la commissione di tre prelati che doveva rendere esecutiva la sentenza.
Durante la Rivoluzione indipendentista siciliana del 1848, evase dal carcere e corse a combattere contro i Borbonici asserragliati nelle fortezze attorno a Messina. Fervido ed entusiasta rivoluzionario, il 5 aprile 1848 stampò la "Lettera al popolo di Messina", ricca di spunti autobiografici. Esponente del partito che voleva, per il ricostituito Regno di Sicilia, un regime democratico e repubblicano, il 3 maggio 1848 fondò e presiedette il circolo politico "La Vecchia Guardia della libertà" e si preoccupò di scongiurare i disordini tra le squadre armate.
Dopo 9 lunghi mesi di durissimo e cruento assedio, il 7 settembre 1848, l'esercito borbonico entrò a Messina, abbandonandosi ad atti di indicibile crudeltà verso la popolazione civile e seminando distruzione, Krymi abbandonò la città espugnata e si portò a Palermo dove combatté nell'Esercito rivoluzionario siciliano fino al 15 maggio 1849, giorno in cui anche la capitale siciliana venne espugnata dall'esercito di Ferdinando II di Borbone.
Dopo una breve detenzione, si ritirò nella nativa Galati Mamertino, desideroso di vivere un'esistenza appartata. Ma fu denunciato dai suoi parenti e dal notaio del paese A. Lando.
Nonostante la dichiarazione ufficiale dell'Intendente di Messina, dott. Michele Celesti che aveva constatato che il Krymi " viveva tranquillo volendo chiudere i suoi giorni in pace e senza più volgere il pensiero ad utopie", su ordine del generale Carlo Filangieri, principe di Satriano, nei primi mesi del 1850, Giovanni Krymi venne rinchiuso nella Prigione di Santa Teresa di Riva, dove morì di stenti e privazioni e, probabilmente, di colera, nel settembre del 1854, condividendo la stessa sorte con l’amico di sempre Paolo Restuccia.